# Tambour battant (film, 1953)
Pour les articles homonymes, voir Tambour battant (film).
Pour plus de détails, voir Fiche technique et Distribution.
Tambour battant est un film français réalisé par Georges Combret en 1952, sorti en 1953.

## Synopsis
La rivalité existant entre Albert Gambier, chef de la fanfare municipale et la formation de jazz, animée par Jacques Hélian, provoque bien des aventures comiques dans cette petite ville de province. Tout se terminera en chansons, grâce à l'amour unissant Jimmy, le compositeur de la formation et Nicole, la fille de Gambier.

## Fiche technique
- Titre : Tambour battant
- Réalisation : Georges Combret, assisté de: Roger Maxime
- Scénario original : Georges Combret
- Adaptation et dialogues : Claude Boissol, Louis d'Yvre
- Décors : Marcel Magniez assisté de Jacques Delaye et François de Lamothe
- Photographie : Pierre Petit
- Opérateur : Pierre Lebon assisté de Paul Traxel
- Musique : Hubert Giraud
- Chanson : Jean Dréjac
- Montage : Germaine Fouquet assistée de Madeleine Tapie
- Son : Jean Bareille assisté de Robert Maleron et Jacques Gérardot
- Réenregistrement sonore : Jacques Carrère
- Maquillage : Serge Groffe
- Accessoires : Emile Dechelle et Joseph Bouladoux
- Photographe de plateau : André Garimond
- Script-girl : Denise Morlot
- Administration : Yvette Crouzet
- Régisseur général : Roger Boulais
- Régisseur extérieur : Gabriel Béchir
- Tournage du 2 mai au 11 juin 1952
- Société de production : Radius Production (France)
- Chef de production : Georges Combret
- Directeur de production : Élodie Bargès
- Distribution : Warner Bros
- Pays :  France
- Format : Noir et blanc - 1,37:1 - 35 mm - Son mono
- Durée : 90 min
- Genre : comédie
- Première présentation le 14/01/1953 en France

## Distribution
- André Gabriello : M. Bourdelas, le président du comité des fêtes
- Alfred Adam : M. Favrol, le directeur du journal 'L'Indépendant"
- Jimmy Gaillard : Jimmy, le compositeur de l'orchestre
- Sophie Leclair : Nicole Gambier, la fille d'Albert
- Roland Armontel : Albert Gambier, le chef de la fanfare municipale
- Louis de Funès : Le maître d'armes, professionnel en duels[1]
- Alice Tissot : Hortense Gambier, la sœur d'Albert
- Albert Duvaleix : M. Marescot, le maire
- Charles Bouillaud : Arthur
- Paul Demange : Le photographe
- Jacques Hélian et son orchestre
- Claude Evelyne
- Lou Darley
- Rita Castel
- Jean Marco
- Émile Mylo